# Chileuma
Genre
Chileuma est un genre d'araignées aranéomorphes de la famille des Prodidomidae.

## Distribution
Les espèces de ce genre sont endémiques du Chili.

## Description
Les espèces de ce genre mesurent de 4,8 à 8,4 mm.

## Liste des espèces
Selon World Spider Catalog (version 23.0, 30/01/2022) :
- Chileuma paposo Platnick, Shadab & Sorkin, 2005
- Chileuma renca Platnick, Shadab & Sorkin, 2005
- Chileuma serena Platnick, Shadab & Sorkin, 2005

## Systématique et taxinomie
Ce genre a été décrit par Platnick, Shadab et Sorkin en 2005 dans les Prodidomidae. Il est placé dans les Gnaphosidae par Azevedo, Griswold et Santos en 2018 puis dans les Prodidomidae par Azevedo, Bougie, Carboni, Hedin et Ramírez en 2022.

## Publication originale
- Platnick, Shadab & Sorkin, 2005 : « On the Chilean spiders of the family Prodidomidae (Araneae, Gnaphosoidea), with a revision of the genus Moreno Mello-Leitão. » American Museum novitates, no 3499, p. 1-31 (texte intégral).